# Чимба, Александр Мангеевич
Александр Мангеевич Чи́мба (настоящие имя и фамилия — Сарык-Донгак Чымба, 1906 — июнь 1984) — государственный деятель Тувинской Народной Республики и Тувинской автономной области. Руководил Тувой в течение 20 лет.

## Биография
Родился 24 января 1908 года в селе Эрги-Барлык (ЦАДПОО ЦГА РТ. Ф.2, оп.2. Д.1329). Согласно же личным воспоминаниям, Чымба родился в семье сторожа прииска Сарыг-Донгака Чирик Маныгы в 1906 году в местечке Ыйгылак, на правом берегу реки Барлык (ныне также находится на территории села Эрги-Барлык). Перед отправкой на учёбу в Москву, по предложению С.К-Х.Тока, ему сбавили возраст на два года, и он стал студентом монголо-тувинской секции Коммунистического университета трудящихся востока под именем Александра Маныгеевича Чимба, 1908 года рождения.
В 1928 году стал членом Тувинского революционного Союза молодежи. В 1930 году участвовал в подавлении второго хемчикского мятежа.
Выпускник Коммунистического университета трудящихся Востока (1935).
С 1935 года — член Тувинской народно-революционной партии.
С 1935 года работал переводчиком на курсах медсестер, по совместительству он преподавал историю в учебном комбинате. С ноября 1935 года исполнял обязанности директора единственного в Кызыле лечебного заведения.
С 1936 года — председатель Комитета по печати, Учёного комитета Тувинской Народной Республики. Принимал активное участие в создании тувинского алфавита.
В сентябре 1938 года на IX Великом Хурале избран министром торговли и промышленности ТНР.
Со дня начала Великой Отечественной войны 22 июня 1941 года до 13 октября 1944 года возглавлял (председатель) Совет Министров Тувинской Народной Республики. Избран на Х Великом Хурале.
Занимая одновременно должность министра иностранных дел, принимал участие в мероприятиях по вхождению Тувинской Народной Республики в состав СССР.

### В СССР
После вхождения ТНР в состав СССР с 13 октября 1944 года по 3 февраля 1961 года — председатель Исполнительного комитета Областного Совета Тувинской автономной области.
29 апреля 1945 года в ТАО состоялись первые выборы в Верховные Советы СССР и РСФСР. Депутатами стали передовые араты М. С. Кудажи, О. А. Серенмаа, писатель Л. Б. Чадамба, партийно-советские работники С. К. Тока и А. М. Чимба, которые впервые приняли участие в работе сессии Верховного Совета СССР (18 марта 1946 г.). Сессия утвердила закон о пятилетнем плане восстановления и развития народного хозяйства СССР на 1946—1950 гг., в котором были определены задачи и для Тувы.
Как председатель Тувинского облисполкома А. М. Чимба избирался депутатом Верховного Совета СССР II—V созывов.
Кавалер четырёх орденов Ленина, Ордена Республики (ТНР), медали „За освоение целинных земель“ и многих других государственных наград, почетный гражданин города Кызыла и села Целинное лично отвечал за освоение целинных земель в Туве. В 1961 году, на сессии Облсовета Чимба открыто выступил против дальнейшего освоения целинных земель Тувы под зерновые культуры (кукурузу и пшеницу) из-за эрозии почвы. Настаивал, что животноводческая республика должна заниматься кормами для животных. На пятом Пленуме Тувинского областного комитета КПСС решением Бюро от 3 февраля 1961 года (протокол № 29) Чимба был освобожден от должности председателя исполкома Облсовета. Формулировка решения Бюро гласила: „тов. Чимба А. М., будучи председателем исполкома облсовета, допускал серьезные ошибки в руководстве хозяйством области, работал без должного напряжения, проявляя безответственность в решении ряда практических вопросов, особенно перспективных. Занимал неправильную линию в развитии зернового хозяйства области, неоднократно настаивал на его свертывании, за что подвергался критике на бюро, пленумах обкома КПСС и областной партийной конференции…“. Бюро обкома КПСС постановляет: освободить т. Чимба А. М. от работы председателя исполкома облсовета за необеспеченность руководства облисполкома и по состоянию здоровья» (ЦГА РТ ЦАДПОО Ф.2 Оп.1.Д.1559. Л.13, 14).
С 1961 года по май 1963 года работал в должности заведующего Тувинской областной конторой Государственного Банка СССР, затем — заместителем начальника Тувинского горнорудного комбината, подчиненного Красноярскому экономическому району совнархоза. Перед уходом на пенсию был директором Государственного архива Тувинской АССР.
Умер в июне 1984 года.

## Награды
- 4 ордена Ленина
- Орден Республики (Тува)
- Малая золотая медаль ВДНХ
- Почетный гражданин Кызыла
- Почетный гражданин с. Целинное

## Сочинения
- Чимба А. М. Развитие промышленности и транспорта в Туве // Ученые записки ТНИИЯЛИ. — 1957. — Вып. 5. — С.83-87.
- Чымба А. Хөлечиктеп чорааным (Как я батрачил) // Шын (Правда), май-июнь 1976 г.

## Комментарии
1. ↑  Ныне — в Барун-Хемчикском кожууне, Тыва, Россия.

## Источник
- Справочник по истории Коммунистической партии и Советского Союза 1898—1991.